# Andrej Babiš
Pour les articles homonymes, voir Bábís.
Andrej Babiš, né le 2 septembre 1954 à Bratislava, est un homme d'affaires et homme d'État tchèque, président du gouvernement de 2017 à 2021.
Pendant sa carrière dans le monde des affaires, il fonde et dirige le groupe agroalimentaire Agrofert. Devenu milliardaire, il est considéré comme le deuxième homme le plus riche de la Tchéquie.
En 2012, il entre en politique en fondant l'Action des citoyens mécontents (ANO), une formation de centre droit libérale et populiste dénonçant la corruption et l'archaïsme du personnel politique. Après que son parti a obtenu un résultat significatif lors des élections législatives de 2013, il conclut un accord avec les sociaux-démocrates et devient vice-président du gouvernement et ministre des Finances du gouvernement Sobotka.
Ses prises de position et les polémiques associées à sa carrière dans les milieux d'affaires contribuent à son limogeage du gouvernement quelques mois avant les élections législatives de 2017. Lors de ce scrutin, l'ANO devient le premier parti du pays, ce qui conduit le président Miloš Zeman à le nommer à la tête du gouvernement.
Quelques jours après avoir été mis en cause dans les Pandora Papers, il perd de justesse les élections législatives de 2021 face aux coalitions centristes Ensemble et Pirates et maires.
Candidat à l'élection présidentielle de 2023, il est battu au second tour par l’ancien général Petr Pavel.

## Famille

### Origines
Né à Bratislava, aujourd'hui en Slovaquie, Andrej Babiš est le fils d'un diplomate tchécoslovaque d'origine slovaque représentant son pays pour les négociations du GATT.

### Vie privée et familiale

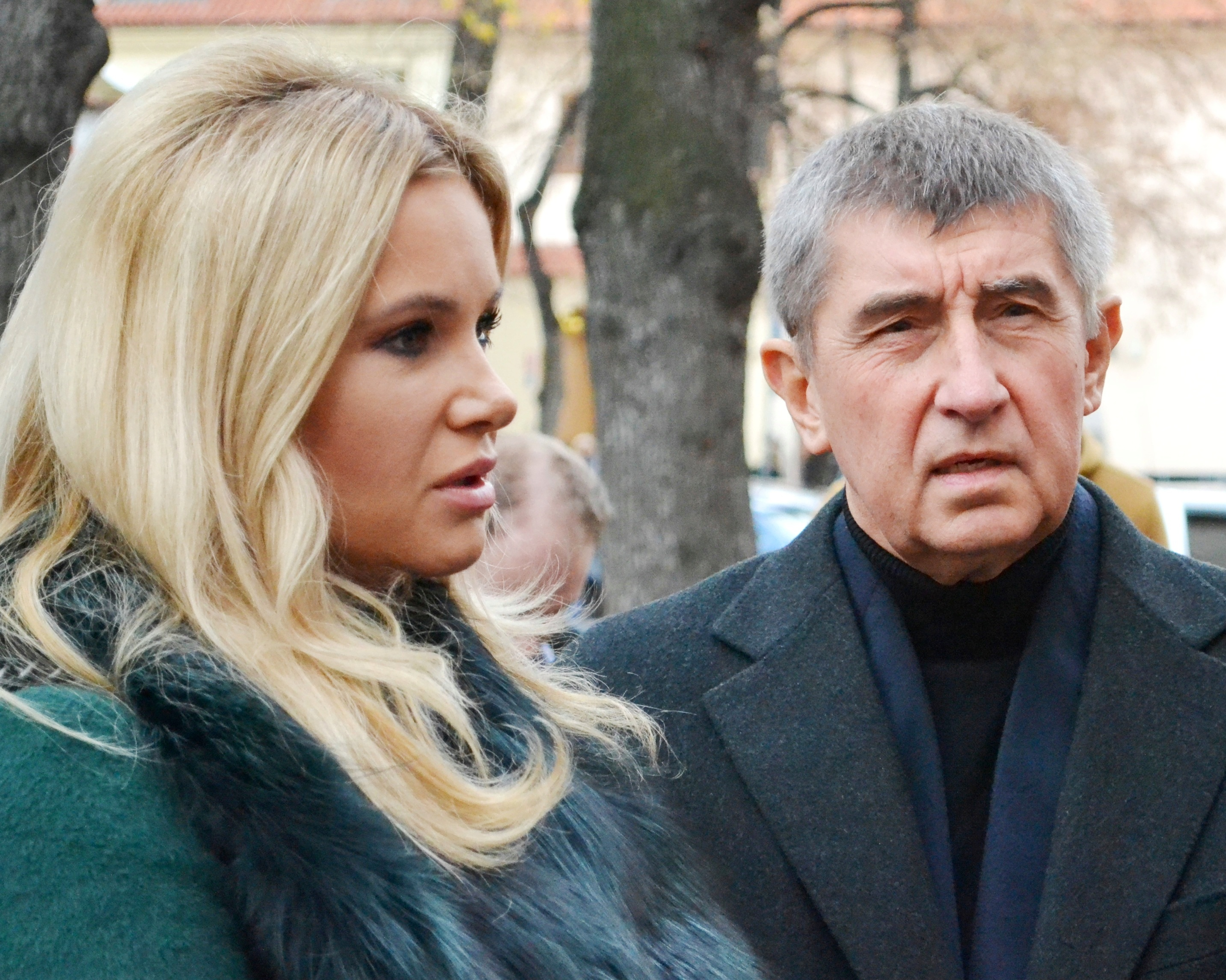
Andrej Babiš avec Monika en 2015.

Dans les années 1970, il épouse Beata Adamičová. Ils ont deux enfants : Adriana (née en 1979) et Andrej (né en 1982). Depuis les années 1990, il vit avec Monika Herodesová (née en 1974), qu’il épouse en 2017. Ils ont ensemble deux enfants : Vivien et Frederik.

## Vie professionnelle

### Formation
Il fait ses études supérieures à l'université d'économie de Bratislava où il étudie le commerce international.

### Carrière
Après l’obtention de son diplôme en 1978, il rejoint la compagnie internationale de commerce slovaque (sous contrôle communiste) Chemapol Bratislava qui deviendra plus tard Petrimex. En 1985, il est nommé représentant de la compagnie au Maroc. Il rejoint le Parti communiste tchécoslovaque (KSČ) en 1980.
Il est accusé durant les années 1980 d'être à la fois un agent important de la Sécurité d'État (StB, la police politique du régime tchécoslovaque) et en lien avec le KGB.
Lors de la chute des régimes communistes d'Europe de l'Est, il est chargé de l'approvisionnement en marchandises stratégiques. Après la révolution de velours, Babiš quitte le Maroc, puis s’implante en Tchéquie une fois la Tchécoslovaquie dissoute. Il utilise dès lors sa position privilégiée et ses contacts pour prendre possession de la compagnie nationale slovaque d’agrochimie Petrimex. Par la suite, il rachète d’autres entreprises d'État bradées et sous-évaluées durant le processus de privatisation. Son biographe Jakub Patocka remarque qu'il « a notamment construit sa fortune en utilisant les subventions européennes en sa faveur ».

## Agrofert

### Fondation
Directeur de Petrimex, il initie la création d’Agrofert, nouvelle filiale de Petrimex en Tchéquie, dont il devient le directeur exécutif.
Agrofert est recapitalisée par OFI, une société anonyme basée à Baar, en Suisse. Petrimex licencie par la suite Babiš et le poursuit sans succès en justice pour avoir permis la dissolution de la part de Petrimex dans Agrofert. Peu de temps après, Babiš devient propriétaire à 100% d’Agrofert. La source du financement initial pour l’OPA de Babiš sur Agrofert aux dépens de Petrimex n’est toujours pas connue, Babiš affirmant que l’argent venait de ses anciens camarades de classe suisses.

### Développement
Babiš développe Agrofert, jusqu'à en faire une des plus grandes entreprises du pays. Commençant comme une compagnie de vente en gros, Agrofert développe ou acquiert différentes sociétés agricoles, chimiques et de transformation alimentaire. En 2011, la holding Agrofert possède plus de 230 compagnies principalement en Tchéquie, Slovaquie et Allemagne. C’est, en revenus, la quatrième plus grande entreprise tchèque. Cette réussite contribue à la position financière de son dirigeant : Babiš est, à la fin des années 2010, le deuxième homme le plus riche de Tchéquie et le premier employeur de son pays,. Il est surnommé le « Trump tchèque » ; le magazine Forbes estime sa fortune à près de 3,5 milliards d'euros en 2017, soit près d'un milliard de plus que Donald Trump.
L’histoire d’Agrofert, détaillée dans le livre du journaliste Tomáš Pergler, est étroitement liée à son contrôle de l’industrie pétrochimique tchèque. Un critique[Qui ?] explique que le livre « résume en grande partie ce qui a conduit les Tchèques à avoir la conviction qu'ils vivent dans un pays clientéliste et corrompu, et (paradoxalement) qu'ils votent ensuite pour l'ANO ». À son entrée en politique Babiš démissionne de son poste de PDG, mais reste le seul propriétaire de l'entreprise jusqu’en février 2017, quand il devient légalement obligé de placer ses parts dans deux trusts pour conserver ses fonctions de ministre des Finances. Or, un audit des services juridiques de Bruxelles conclura fin 2018 que Babiš est le « seul bénéficiaire » de ces deux trusts[réf. nécessaire].
Les activités de Babiš se concentrent initialement sur l’agriculture, mais il acquiert par la suite un large empire médiatique. En 2013, Agrofert achète la compagnie MAFRA, éditeur des plus gros journaux tchèques, Lidové noviny et Mladá fronta DNES, et opérateur de l'entreprise de télévision Óčko. Agrofert possède également Radio Impuls, la radio la plus écoutée de Tchéquie à la fin de l'année 2014. Ces acquisitions soulèvent des critiques quant aux intentions politiques de Babiš, à la concentration excessive de pouvoirs entre ses mains et un traitement orienté des médias en sa possession.

## Ascension politique

### Fondateur d'ANO 2011
Il est membre de la branche slovaque du Parti communiste tchécoslovaque de 1980 à 1989.
Le 11 mai 2012, il fonde l'Action des citoyens mécontents (ANO 2011), parti de centre droit dont il prend la présidence après une campagne électorale appuyée sur les conseils du cabinet américain Penn Schoen Berland.

### Ministre des Finances
À la suite des élections législatives d'octobre 2013, lors desquelles son parti arrive en deuxième position, il négocie la formation d'une coalition avec le Parti social-démocrate tchèque (ČSSD) et l'Union chrétienne démocrate - Parti populaire tchécoslovaque (KDU-ČSL). Le 29 janvier 2014, il est nommé premier vice-président du gouvernement et ministre des Finances dans le gouvernement Sobotka. Il est à l’origine de plusieurs décisions controversées[pourquoi ?] comme l’enregistrement électronique des ventes (EET), et une réforme du fonctionnement de la TVA. Ses critiques lui reprochent de durcir la réglementation sur les petites et moyennes entreprises et les entreprises individuelles tout en fermant les yeux sur les grosses sociétés, dans l’intérêt de sa holding Agrofert.
En mai 2015, après la décision gouvernementale d’élargir la réduction de la taxe sur les biocarburants (un segment du marché énergétique bien représenté par plusieurs entreprises détenues par Agrofert), l’opposition lance un vote de défiance contre l'exécutif. Le 26 mai, Babiš se défend devant la Chambre des députés en renvoyant la balle sur la corruption supposée du gouvernement précédent, malgré les accusations lors des débats évoquant des « abus de pouvoir » ou « un énorme conflit d'intérêts ».
En novembre 2016, Babiš répond aux critiques sur les liens supposés entre CEFC China Energy, le Parti social démocrate et Bohuslav Sobotka, en affirmant que l’intérêt de CEFC pour les compagnies tchèques « ne menace en rien la Tchéquie ».
Il est limogé du gouvernement en mai 2017, sur demande de Bohuslav Sobotka, après de nombreuses controverses à son sujet. Il est notamment soupçonné d'avoir procédé à des transactions financières douteuses, à une fraude fiscale sur son salaire de président directeur général d'Agrofert en 2012 et d'avoir été plusieurs fois en situation de conflits d'intérêts.

## Président du gouvernement

### Victoire aux élections générales
L'ANO remporte les élections législatives d'octobre 2017 avec 29% des voix, et 78 sièges sur 200, après une campagne hostile à l'adoption de l'euro et à l'intégration européenne. Le Parti démocratique civique et d’autres partis refusent ensuite de rejoindre la coalition gouvernementale que Babiš tente de mettre sur pied, en rappelant la procédure d’enquête en cours dont il fait alors l'objet sur une possible fraude aux subventions européennes. Par conséquent, le 27 octobre 2017 Babiš annonce sa volonté de former un gouvernement minoritaire. Le parti Liberté et démocratie directe (SPD) et le Parti communiste font cependant part de leur souhait de rejoindre le gouvernement, mais Babiš leur adresse une fin de non-recevoir.

### Accession au pouvoir
Le 31 octobre 2017, il est chargé par le président Miloš Zeman de mener des négociations en vue de former un nouveau gouvernement. Le 16 janvier 2018, la Chambre des députés refuse la confiance au gouvernement Babiš I, par 117 voix contre 78 et cinq abstentions. La démission du gouvernement est présentée le 17 janvier. Le gouvernement est alors chargé d'expédier les affaires courantes. Le 24 janvier, à deux jours du second tour de l'élection présidentielle, Babiš est de nouveau chargé par le président Zeman de former un gouvernement.
Après la réélection de Zeman et la signature d'un accord de gouvernement avec le Parti social-démocrate tchèque (ČSSD), Babiš est de nouveau formellement nommé président du gouvernement et doit former un gouvernement dans les 15 jours. Il forme le 27 juin son gouvernement, qui obtient la confiance de la Chambre des députés le 12 juillet.

### Politique étrangère

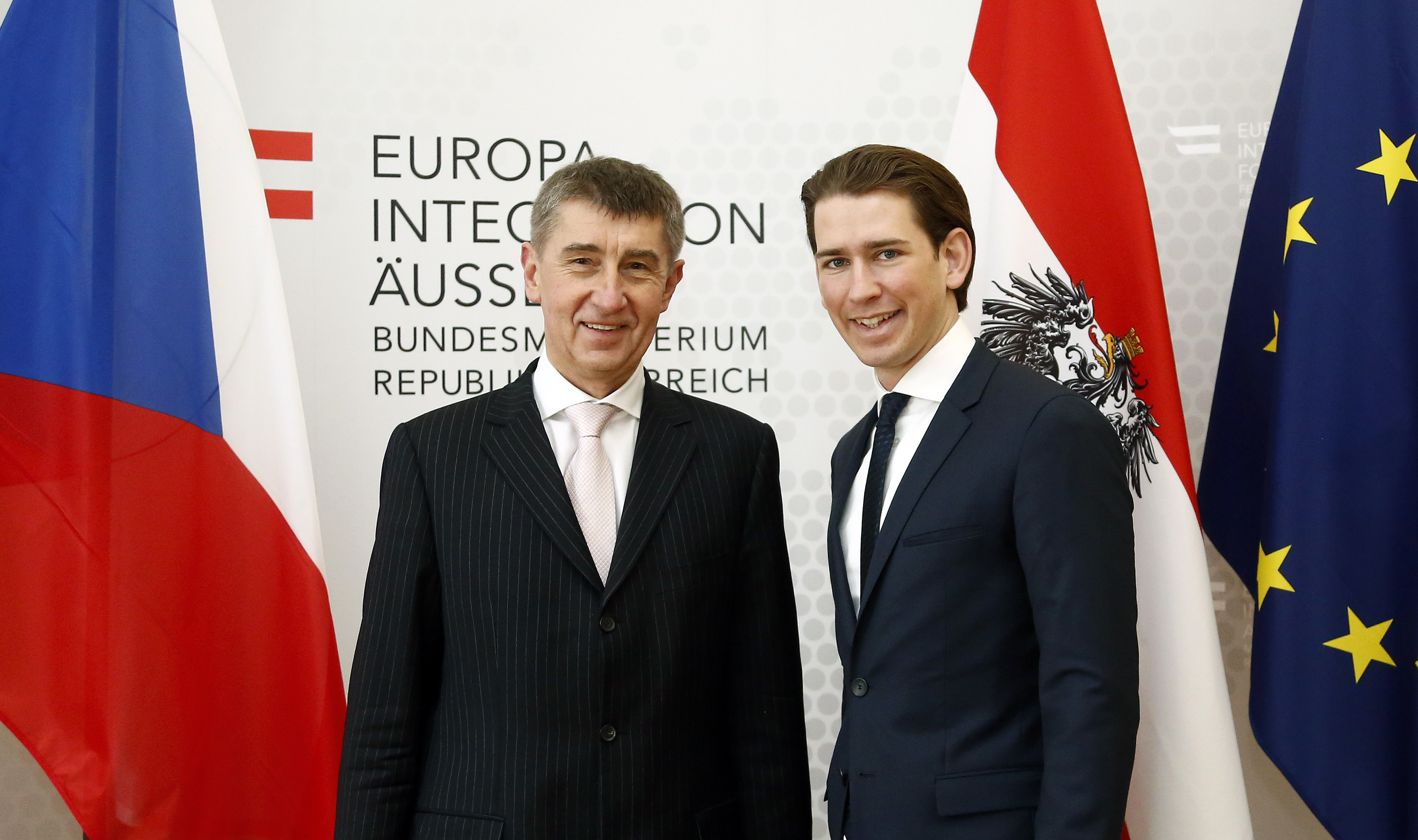
Andrej Babiš et Sebastian Kurz, Vienne, février 2015

En avril 2021, une crise diplomatique éclate entre la Tchéquie et la Russie au sujet de la responsabilité des services de renseignement de l’armée russe (GRU) dans les explosions des entrepôts de munitions de Vrbětice de 2014 ayant causé la mort de deux personnes. Invoquant « des preuves irréfutables » de la responsabilité du GRU dans cet événement, Andrej Babiš fait expulser dix-huit diplomates russes pour espionnage. En réponse, Moscou dénonce « la trace des États-Unis » et expulse vingt diplomates tchèques. Le président Zeman intervient pour mettre en garde contre « toute forme d'hystérie » anti-russe et appelle à attendre les conclusions d'une enquête officielle.
Il est proche du Premier ministre nationaliste hongrois Viktor Orbán mais est également perçu comme pro-européen, son parti siégeant au sein du groupe Renew Europe. Pendant la campagne électorale de 2021, il met toutefois en cause l'Union européenne qu'il accuse de vouloir forcer la République tchèque « à accueillir des migrants illégaux » et à s'« appauvrir à cause de la folie environnementale ».

### Contestations et défaite aux élections de 2021
Entre avril et juin 2019, une série de manifestations a eu lieu contre les tentatives d’Andrej Babiš de remplacer le ministre de la Justice par Marie Benešová, membre de son parti politique et contre la corruption supposée du chef du gouvernement. Une nouvelle manifestation d’envergure a lieu le 16 novembre 2019.
En avril 2021, le Parti communiste de Bohême et Moravie (KSČM) retire son soutien au gouvernement minoritaire d’Andrej Babiš, reprochant à celui-ci de ne pas respecter l'accord signé trois ans auparavant. L’opposition renonce cependant à déposer une motion de censure à la Chambre des députés, craignant que son adoption ne renforce les pouvoirs du président Zeman à six mois de la tenue d’élections législatives.
Le scrutin, qui se déroule les 8 et 9 octobre 2021, est une victoire les coalitions centristes Ensemble (SPOLU) et Pirates et maires (PaS), qui remportent à elles deux la majorité absolue des sièges, tandis qu'ANO 2011 recueille une majorité relative d’élus par rapport à l’ensemble des partis. L'accumulation d’affaires de délits financiers, dont celle des Pandora Papers, révélée à quelques jours du vote, n’a finalement que peu nui au parti au pouvoir, qui bénéficie de la lassitude d'une partie d’un électorat devenue « insensible » à ce type de scandales. Cependant, les sociaux-démocrates et les communistes perdent toute représentation à la Chambre, privant Babiš du soutien nécessaire pour se maintenir au pouvoir. Au lendemain des élections, les deux coalitions d’opposition annoncent un accord pour former un gouvernement de coalition mené par le dirigeant d'Ensemble, Petr Fiala,.
Le jour même, le pays voit le calendrier de formation d'un gouvernement subitement perturbé par l'hospitalisation du président Miloš Zeman, qui est placé en soins intensifs peu après une rencontre avec Babiš lors de laquelle il devait lancer le processus de formation du nouveau cabinet, laissant les principaux acteurs politiques dans l'expectative,. Affaibli depuis plusieurs années, Zeman avait annoncé lors de la campagne électorale son intention de nommer le dirigeant du principal parti issu des élections, et non le dirigeant de la principale coalition. Babiš affirme le 12 octobre que peu avant son hospitalisation, le chef de l’État lui a confié la tâche de constituer le futur gouvernement. La présidence annonce le lendemain que le président a accepté de rencontrer Petr Fiala. Finalement, Andrej Babiš indique le 16 octobre qu'il cédera ses fonctions à l'ouverture de la législature, prévue le 8 novembre. Petr Fiala lui succède le 28 novembre suivant à la présidence du gouvernement.

## Défaite à l'élection présidentielle de 2023
Il est candidat à l'élection présidentielle de 2023. Il arrive en seconde position à l'issue du premier tour et affronte l'ancien militaire Petr Pavel au second tour. Le 28 janvier 2023, il est battu, emportant 41,67 % des suffrages exprimés contre 58,32 % pour Pavel, qui est élu président.

## Prises de position
Favorable au maintien de la Tchéquie dans l'Union européenne, il se prononce pour un recentrage de l’UE sur les libertés du marché unique et pour une réduction de la « bureaucratie » européenne. Il se montre critique vis-à-vis du fonctionnement de l'euro et considère que la Grèce n'aurait pas dû conserver la monnaie unique en 2015.
Au sujet de la crise migratoire en Europe, il rejette le système de quotas de migrants proposé par les institutions européennes, même au prix de sanctions pour la Tchéquie, et appelle à privilégier la fermeture des frontières extérieures de Schengen. En 2018, il déclare qu’« il s'agit d'un combat pour préserver notre civilisation européenne et notre culture » et ne pas vouloir « vivre en Afrique ou au Moyen-Orient » ; il considère que l'immigration au sein de l'UE n'est plus économique mais de peuplement.
Il se prononce en faveur de la légalisation du mariage homosexuel en Tchéquie,, et soutient un projet de loi en ce sens début 2019.
En mars 2020, dans le contexte de la pandémie de Covid-19, il affirme que « l’Europe devrait maintenant oublier le Green Deal et se concentrer sur le combat contre le coronavirus ».

## Polémiques et controverses

### Collaboration supposée avec le StB

#### Décisions de justice
Selon les documents de l'Institut de la mémoire nationale de Slovaquie (UPN), Babiš a collaboré avec la Sécurité d'État (StB), la police politique de la Tchécoslovaquie socialiste, sous le nom de code « Bureš ». Niant ces accusations, il dépose plainte contre l'Institut pour diffamation en 2012, mais le tribunal régional de Bratislava juge en janvier 2018 — sans possibilité de recours — que Babiš a bien été agent du StB.
Entre 1982 et 1985, douze enquêtes du StB sont associées à Bureš, selon l'UPN. Le tribunal de district de la capitale slovaque estime le 26 juin 2014 qu'il n'existe pas suffisamment de preuves pour reconnaître Babiš comme collaborateur volontaire du StB, une décision que critique la presse slovaque mais que confirme le tribunal régional après que l'UPN a interjeté appel,,,.

#### Liens dans le monde des affaires
Babiš est également mis en cause pour avoir utilisé ses réseaux issus de son passé au StB et au Parti communiste pour son enrichissement personnel. Babiš nie avoir été un collaborateur du StB, mais parmi ses plus proches associés l’on retrouve l’avocat tchèque Libor Široký, ancien membre d’une unité du StB étroitement liée au KGB qui siège au conseil d’administration d’Agrofert.
En février 2016, les autorités tchèques libèrent un trafiquant d'armes libanais soupçonné de liens avec la Russie, plutôt que de l'extrader vers les États-Unis. Tous les responsables impliqués dans cette décision appartiennent à ANO ou sont des associés du ministre des Finances. Tandis qu'il est mis en cause pour son allégeance envers le gouvernement russe, le président du parti d'opposition TOP 09 Miroslav Kalousek affirme que les actes de Babiš constituent « une preuve de sa formation par le StB »,.

### Liens avec la Russie
Au mois de mars 2015, il condamne l'annexion de la Crimée par la Russie. Sept mois plus tard, la journaliste américaine et lauréate du prix Pulitzer Anne Applebaum, spécialiste de l'Europe de l'Est, le classe parmi les dirigeants européens influents acquis aux idées de Vladimir Poutine dans The Washington Post. Dans un droit de réponse en décembre 2015, il dit n'avoir aucun ami en Russie et être l'allié des États-Unis.
Le journaliste Gabriel Meyr publie à son tour un article où il souligne trois situations démontrant l'alignement de Babiš sur les intérêts ou objectifs russes : la garantie de prêt du gouvernement tchèque à une compagnie russe présentant des records de défauts de paiement et propriété d’un ami proche de Vladimir Poutine ; ses paris hippiques répétés sur des chevaux du président tchétchène Ramzan Kadyrov, pourtant sous le coup de sanctions internationales ; l'annonce de Babiš en 2007 de la négociation par Agrofert du changement de son fournisseur de gaz, d'une société allemande à la filiale tchèque de Gazprom,,.
Le 26 février 2016, date anniversaire de la prise de pouvoir par les communistes en 1948, des centaines de manifestants opposés à Babiš se rassemblent sur la place Wenceslas. Ils dénoncent son programme politique, qu'ils considèrent comme une mise en cause des libertés publiques.

### Le«Nid de Cigognes»: accusation de fraude aux aides européennes
Babiš est mis en cause dans l'affaire dite du « Nid de Cigognes », du nom d'un complexe agricole ultra-moderne comptant une ferme, un hôtel et un zoo. En 2009, ce complexe a perçu l'équivalent de 50 millions de couronnes tchèques de subventions européennes destinées aux petites entreprises et au tourisme. Selon la presse tchèque, le Nid de Cigognes avait appartenu à Agrofert jusqu'en 2008, puis son capital a été transféré à des actionnaires anonymes, ce que le droit tchèque ne permet pas. Ce montage financier aurait ainsi permis le versement des aides européennes auxquelles le complexe agricole n'aurait pu prétendre s'il était resté officiellement la propriété d'une grande société,,.
L'Office européen de lutte antifraude (OLAF) enquête sur cette affaire et remet son rapport aux responsables du ministère tchèque des Finances le 27 décembre 2017. Le 3 janvier 2018, la journaliste Sabina Slonková publie un article sur le site Web Neovlivni.cz concluant que le rapport final de l'OLAF confirme les résultats de l'enquête de la police et des procureurs tchèques selon lesquels la fraude était intentionnelle et préméditée. Le texte complet du rapport final traduit en tchèque est publié sur le site Web aktualne.cz le 11 janvier 2018.
Dans cette affaire, la police tchèque a demandé à deux reprises à la Chambre des députés de lever l'immunité parlementaire d'Andrej Babiš, en septembre puis novembre 2017, ce qu'elle obtient les deux fois, lui permettant d'ouvrir une enquête pénale. Il est accusé du délit de fraude et d'atteinte volontaire aux intérêts financiers de l'Union européenne dans le cadre d'une conspiration criminelle. En avril 2019, la police demande sa mise en examen.
Il est acquitté le 9 janvier 2023 par un tribunal de Prague, qui juge que le retrait du Nid de Cigogne du patrimoine d'Agrofert ne constitue pas un acte délictueux.
En juin 2025, la justice annule la relaxe d'Andrej Babiš et ordonne un nouveau procès.

### Enlèvement supposé de son fils
En novembre 2018, la chaîne de télévision Seznam News diffuse une interview de son fils Andrej Babiš Junior, au cours de laquelle il affirme avoir été kidnappé par un associé de son père, pour faire obstruction à l'enquête sur le Nid de Cigognes, où il est supposé avoir signé certains documents. Il dit avoir été retenu en Ukraine, en Crimée et en Russie, afin de ne pas témoigner auprès de la police dans cette affaire. Babiš a contesté l'enlèvement mais a expliqué que son fils a bien été envoyé en Crimée et qu'il souffre de schizophrénie.

### Conflit d'intérêts
Le 1er juin 2019, plusieurs médias tchèques publient un rapport d'audit de la Commission européenne. L'institution y met en cause la réalité de la cession du groupe opérée par Babiš lors de son entrée en fonction au gouvernement et considère qu'il tire toujours des bénéfices de la holding Agrofert et se trouve à ce titre en situation de conflit d'intérêts. La Commission a suspendu les subventions au groupe durant l'audit et demanderait d'après les médias diffusant les extraits du rapport, le remboursement de 17,4 millions d'euros de fonds européens.

### Cession d'Unipetrol et proximité avec Zeman
La nature des liens entre Babiš et le président de la République tchèque Miloš Zeman est un sujet de controverse. Elles dépassent en effet le cadre politique, les deux hommes étant impliqués dans des rapports économiques importants. En 2001, Zeman a supervisé la vente à Babiš de la compagnie d'État Unipetrol. Ce dernier se retire finalement de la vente, mais il supervise par la suite la revente de l'entreprise à une société polonaise. Des informations parues en Pologne indiquent que cette transaction a généré de la corruption, mais Babiš a nié toute remise de pots-de-vin. Le soutien permanent de Zeman à Babiš, malgré les polémiques multiples le mettant en cause et les procédures judiciaires, génère donc des spéculations sur la nature des intérêts qui les lient.

### Intimidations
Plusieurs membres de l'entourage d'Andrej Babiš sont issus des rangs de la police, du monde de la sécurité ou d'anciens informateurs de l'époque communiste. En juin 2015, Babiš provoque une polémique avec un député social-démocrate, Ladislav Šincl, qui avait critiqué un projet de loi réduisant les commissions des intermédiaires d'assurance et sous-entendu que ce projet servait les intérêts de Babiš. Le 17 juin, Babiš rencontre Šincl puis l'accuse de corruption, tout en présentant ostensiblement un dossier marqué du nom du parlementaire. Il évoque notamment des pots-de-vin de l'homme d'affaires et sénateur Ivo Valenta, propriétaire du groupe de jeu Synot.
Le 18 juin 2015, Babiš admet la présence de dossier portant le nom de Šincl, mais nie toute démarche d'intimidation et déclare : « Ce ne sont pas des documents. Ce sont des articles de presse. Les médias écrivent-ils des mensonges ? Je viens de montrer ce que les médias écrivent, je pense qu'ils font bien leur travail. Quand je vais à une réunion, je me prépare pour savoir à qui j'ai affaire ». Cette réponse crée une crise dans la majorité. Les partenaires de la coalition de Babiš, le ČSSD et le KDU-ČSL demandent des excuses, que Babiš refuse de faire, affirmant que Šincl avait menti à son sujet au Parlement. À la suite de cette affaire, Ladislav Šincl a dénoncé des procédés rappelant les pratiques d'intimidations de la Sûreté de l'État (StB) de l'époque communiste.

### Influence sur la presse
Le 1er mai 2017, un compte twitter publie un enregistrement de conversations privées de Babiš, dans laquelle il qualifie le ministre des Affaires étrangères Lubomír Zaorálek d'« idiot » et attaque entre autres la journaliste d'investigation Sabina Slonková. Le 3 mai 2017, une vidéo diffusée sur YouTube affirme qu'Andrej Babiš avait porté atteinte à l'indépendance éditoriale de Mladá Fronta, un des titres de presse les plus prestigieux et diffusés du pays et que son groupe détient depuis 2015. Dans une conversation avec le journaliste du MF Dnes, Marek Přibil, Babiš discute de la date de publication d’informations préjudiciables sur les ministres de l’Intérieur, Milan Chovanec et de la Santé, Miloslav Ludvík. Sur l'enregistrement, Babiš demande à Přibil d'avertir František Nachtigall, directeur du développement stratégique du journal, quand et comment publier les articles en question.

### Propos sur le camp de concentration de Lety
Le 1er septembre 2016, lors d'une visite à Varnsdorf, Babiš déclare à propos du camp de concentration de Roms de Lety : « Ce que ces idiots [il parle des journalistes] écrivent dans des journaux, c'est que le camp de Lety était un camp de concentration, c'est un mensonge, c'était un camp de travail, les gens qui ne travaillaient pas finissaient là ». Les propos de Babiš sont vivement critiqués par les partenaires de la coalition et les députés de l'opposition qui demandent sa démission. Le président du gouvernement, Bohuslav Sobotka, condamne ces propos. Sur sa page Facebook, il déclare « entre le populisme et l'extrémisme, il y a une ligne mince et Babiš l'a franchie » et lui demande de « s'excuser correctement et de se rendre à Lety pour en apprendre davantage sur l'histoire de notre État ». Le ministre des Droits humains et de l'Égalité des chances, Jiří Dienstbier, appelle à la démission de Babiš du gouvernement. Babiš est contraint de présenter des excuses, se rend par la suite sur place et explique que ses propos ont été sortis de leur contexte.

### Pandora Papers
Le 3 octobre 2021, à moins d'une semaine des élections législatives tchèques, son nom est cité dans les « Pandora Papers ». Selon ces documents, il a acquis en 2009 quatorze propriétés, dont le luxueux château Bigaud à Mougins, en faisant transiter une somme de quinze millions d'euros à l'origine inconnue via trois sociétés offshore — dont une enregistrée à Monaco et une autre aux îles Vierges britanniques — non-déclarées aux autorités tchèques. Ce montage est inédit pour ce genre d'achat, pour lequel il s'est attaché les services d'un avocat français associé à un cabinet panaméen spécialiste de la création d'entreprises extraterritoriales,.
En février 2022, le parquet national financier ouvre une enquête pour blanchiment de fraude fiscale à la suite des révélations des « Pandora Papers », visant Andrej Babiš.